# Megascops
A Megascops  a madarak (Aves) osztályának bagolyalakúak (Strigiformes) rendjébe, ezen belül a bagolyfélék (Strigidae) családjába tartozó nem.

## Rendszerezésük
A nemet Johann Jakob Kaup német ornitológus írta le 1848-ban, az alábbi fajok tartoznak ide:
- foltos lármáskuvik (Megascops trichopsis)
- csupaszlábú lármáskuvik (Megascops clarkii)
- fehértorkú lármáskuvik (Megascops albogularis)
- trópusi lármáskuvik (Megascops choliba)
- cseppfoltos lármáskuvik (Megascops barbarus)
- szavanna-lármáskuvik (Megascops cooperi)
- oaxacai lármáskuvik (Megascops lambi) - a szavanna-lármáskuvikról leválasztott faj
- nyugati lármáskuvik (Megascops kennicottii)
- keleti lármáskuvik (Megascops asio)
- Balsas-lármáskuvik (Megascops seductus)
- alaogasi lármáskuvik (Megascops alagoensis) - 2021-ben leírt újonnan felfedezett faj
- guatemalai lármáskuvik (Megascops guatemalae)
- chocói lármáskuvik (Megascops centralis) -  a guatemalai lármáskuvikról leválasztott faj
- roraimai lármáskuvik (Megascops roraimae) -  a guatemalai lármáskuvikról leválasztott faj
- Rio-Napói lármáskuvik (Megascops napensis)
- cinóberszínű lármáskuvik (Megascops vermiculatus)
- Koepcke-lármáskuvik (Megascops koepckeae)
- Salvin-lármáskuvik (Megascops ingens)
- kolumbiai lármáskuvik (Megascops colombianus)
- fahéjszínű lármáskuvik (Megascops petersoni)
- köderdei lármáskuvik (Megascops marshalli)
- hegyi lármáskuvik (Megascops hoyi)
- Xingu-lármáskuvik (Megascops stangiae) - 2021-ben leírt újonnan felfedezett faj
- bóbitás lármáskuvik (Megascops sanctaecatarinae)
- Szent Márta-hegységi lármáskuvik (Megascops gilesi) - 2017-ben felfedezett faj[1]
- perui lármáskuvik (Megascops roboratus)
- parti lármáskuvik (Megascops pacificus) - a perui lármáskuvikról leválasztott faj
- Watson-lármáskuvik (Megascops watsonii)
- homokszínű lármáskuvik (Megascops usta[1] vagy Megascops watsonii usta[2])
- kucsmás lármáskuvik (Megascops atricapilla)